# Anna Vlčková (spisovatelka)
Anna Vlčková (29. května 1868 Kutná Hora – ?) byla česká pedagožka, spisovatelka a překladatelka známá pod pseudonymem Ela Volfová.

## Životopis
Rodiče Anny byli Jan Vlček, katolík, zahradník v Kutné Hoře a Josefa Vlčková-Lhotová. Měla dvě sestry: Marii Vlčkovou (27. 2. 1861) a Aloisii Marii Vlčkovou (2. 10. 1870).
Její občanské jméno není všeobecně známo. Byla učitelkou obecné školy. Ve své spisovatelské činnosti se věnovala převážně dětem.

## Dílo

### Próza[1]
- Když chodila světem pohádka: původní fantastické pohádky – Praha: Ignác Leopold Kober, 1912
- Svému rodišti – Praha: Emil Šolc, 1913[3]
- V domově pohádek: původní fantastické pohádky – Praha: Bedřich Stýblo, 1914
- Svět princezen a vil: původní fantastické pohádky – Praha-Karlín: Emil Šolc, 1916
- Fantastické pohádky – Praha: Ignác Leopold Kober, 1918
- Duše hor: původní fantastické pohádky – Praha: J. Körber, 1920

### Překlady[1]
- Sto veselých příhod: povídky – dle Jana Traungrubera volně vypravuje Ela Volfová. Praha: Emil Šolc, 1915